# Turgot de Durham
Pour les articles homonymes, voir Turgot (homonymie).
Turgot ou Thorgaut de Durham, parfois nommé Thurgot, est un prélat anglo-saxon né vers 1050 et mort en 1115. Archidiacre et prieur de Durham, il devient évêque de St Andrews en 1107. Il est également l'auteur d'une hagiographie de la reine Marguerite d'Écosse.

## Biographie
Turgot est originaire de l'ancien royaume de Lindsey, correspondant à l'actuel comté de Lincolnshire. Après la conquête normande de l'Angleterre, il est retenu comme otage au château de Lincoln, mais il parvient à s'enfuir en Norvège où il enseigne la psalmodie au roi Olaf. Vers 1074, il revient en Angleterre et entre comme clerc au monastère de Jarrow. Il devient ensuite moine à Wearmouth, et en 1087 il est nommé prieur du monastère de Durham, succédant à Aldwin (en). À partir de 1093, il est également archidiacre de la cathédrale de Durham. Il devient alors un familier de la cour royale d'Écosse et le confesseur de la reine Marguerite, dont il rédige une hagiographie entre 1100 et 1107 à la demande de sa fille Mathilde, l'épouse du roi d'Angleterre Henri Ier.
En juin 1107, Turgot est élu évêque de St Andrews conformément au souhait du roi Alexandre Ier, un fils de Marguerite. Sa consécration est différée en raison d'un différend avec l'archevêque d'York, qui estime détenir la primauté sur le siège de St Andrews, et elle n'intervient pas avant le 1er août 1109. Selon le chroniqueur Siméon de Durham, il s'estime indigne d'exercer cette fonction et souhaite partir pour Rome, mais le roi l'en empêche. Il tombe alors malade et rentre à Durham, où il meurt le 31 août 1115.